# Heteropoda schlaginhaufeni
Heteropoda schlaginhaufeni är en spindelart som beskrevs av Embrik Strand 1911. Heteropoda schlaginhaufeni ingår i släktet Heteropoda och familjen jättekrabbspindlar. Inga underarter finns listade i Catalogue of Life.